# María Carlota de La Trémoille
María Carlota de La Trémoille (en francés, Marie Charlotte de La Trémoille; Thouars, 26 de enero de 1632-Jena, 24 de  agosto de 1682) fue una noble francesa miembro de la Casa de La Trémoille, y por matrimonio duquesa de Sajonia-Jena.
Nacida en Thouars, fue la quinta de los seis hijos nacidos del matrimonio de Enrique de La Trémoille, 3.º duque de Thouars, 2.º duque de La Trémoille, príncipe de Talmont y de Tarento; y de su esposa, María de La Tour de Auvernia.

## Biografía
En París el 10 de junio de 1662, María Carlota de 30 años se casó con el príncipe Bernardo de 23 años, cuarto hijo superviviente de Guillermo, duque de Sajonia-Weimar. La boda estuvo arreglada por el duque Guillermo con el propósito de fortalecer las relaciones de la rama ernestina de la Casa de Wettin con el rey Luis XIV de Francia. Aun así, las negociaciones se retrasaron casi ocho meses hasta que se escogió una novia; su familia era una de las más prestigiosas de Francia, donde tuvieron el rango de príncipes extranjeros.
María Carlota se mudó con su marido a Jena, designado por su fallecido suegro como herencia para Bernardo, aunque él no asumiría las riendas del gobierno hasta 1672. Tuvieron cinco hijos, de los cuales sólo uno sobrevivió a edad adulta:
1. Guillermo (Jena, 24 de julio de 1664-ibidem, 21 de junio de 1666).
2. Hija nacida muerta (Jena, 7 de abril de 1666).
3. Bernardo (Jena, 9 de noviembre de 1667-ib., 26 de abril de 1668).
4. Carlota María (Jena, 20 de diciembre de 1669-Gräfentonna, 6 de enero de 1703), casada el 2 de noviembre de 1683 con Guillermo Ernesto, duque de Sajonia-Weimar; divorciados en 1690.
5. Juan Guillermo (Jena, 28 de marzo de 1675-ib., 4 de noviembre de 1690), duque de Sajonia-Jena.

La unión fue completamente infeliz, y poco después de asumir el gobierno en Jena, Bernardo quiso divorciarse de María Carlota para casarse con su amante, María Isabel de Kospoth, una de las damas de su corte, quien el 20 de septiembre de 1672 le dio una hija, Emilia Leonor.
Aun así, los esfuerzos del duque para conseguir una separación legal de su esposa no tuvieron éxito, ya que ningún teólogo o jurista pudo obtener motivos para un divorcio. Bernardo no abandonó a su amante y finalmente en 1674 fueron casados por un jesuita, el sacerdote Andreas Wigand. Así, Bernardo protagonizó uno de los pocos casos de bigamia entre príncipes. El matrimonio fue declarado nulo poco después; resignado, Bernardo decidió reconciliarse con María Carlota, quien un año después dio a luz al ansiado heredero varón.
María Carlota murió en Jena a los 50 años, habiendo sobrevivido su marido y tres de sus hijos. Está enterrada en el Stadtkirche, en Jena.